# Service désintéressé

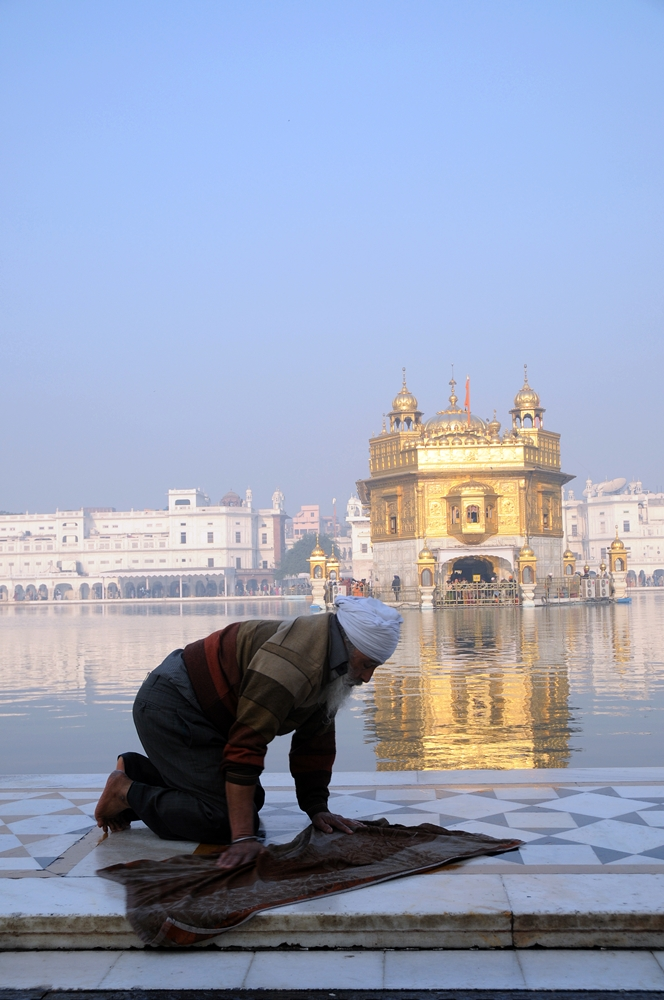
Kar Sewa, qui signifie littéralement service volontaire, fait partie intégrante de la religion sikh. « Sarbat da Bhala », qui signifie bien commun de tous, est l'un des principes fondamentaux du sikhisme. Partager le pain, tendre la main aux pauvres et aux nécessiteux et accomplir un service volontaire dans la société sont aussi fondamentaux pour la foi que la prière personnelle, la lecture des Écritures et la participation aux prières communautaires. Dans de nombreux Gurudwars, il est courant de voir des gens aisés et même riches accomplir volontairement des tâches subalternes comme prendre soin des chaussures des visiteurs, aider à la préparation des repas communs, nettoyer les locaux, etc. Ici, un dévot balaie et récure les étage du parikrama autour du Darbar Sahib à Amritsar.

Le concept de service désintéressé désigne tout acte réalisé sans que son auteur ne recherche la moindre contre-partie.
Prescrit par la plupart des religions, on le retrouve dans les sociétés modernes à travers des concepts tels que le bénévolat et l'aide humanitaire.

## Judéo-christianisme
Dans le judaïsme comme dans le christianisme, le concept de service désintéressé s'exprime essentiellement à travers celui de charité. Il est exprimé tant dans les commandements du Lévitique que dans la prescription de l'évangéliste Matthieu : Tu aimeras d'abord Dieu qui t'a fait, puis ton prochain comme toi-même ; et ce que tu ne voudras pas qu'on te fasse, toi non plus tu ne le feras pas à autrui.

## Orient
La notion de service désintéressé est au centre des religions orientales, notamment indiennes. 
Chez les Sikhs, ce précepte s'appelle sewa (du sanskrit IAST : sevā, « service »),.
La Bhagavad Gita, un des livres sacrés de l'hindouisme, mentionne le service désintéressé : « les créatures vivantes sont nourries grâce aux végétaux, et les végétaux sont nourris par la pluie, la pluie elle-même est l'eau de la vie, qui vient de prières désintéressées et de service à l'Être suprême... ». Ce concept est à rapprocher du Karma yoga, le yoga de l'action désintéressée.
Le terme seva est utilisé dans des noms de fondations caritatives indiennes : Seva Foundation, Gandhi Seva Sadan (en) et Seva Bharati (en).

## Sociétés modernes
Dans les sociétés modernes, ou l'athéisme s'est peu à peu installé, le bénévolat constitue la déclinaison la plus répandue de service désintéressé, les causes alors défendues allant du combat contre les inégalités sociales à la lutte pour la paix dans le monde.
Invoquant le concept d'aide humanitaire, les ONG (Organisations Non Gouvernementales) et les associations caritatives en sont les artisans les plus visibles.